# فريسيانيد البوتاسيوم
فريسيانيد البوتاسيوم أو البروسايت الأحمر هو مركب كيميائي يحمل الصيغة K3[Fe(CN)6].
يحتوي هذا الملح الأحمر المتألق على أيون [Fe(CN)6]3− متناسق ثماني السطوح. المركب ذائب في الماء ومحلوله يظهر تألقا ذي لون أصفر مخضر.